# Ortilia ithra
Ortilia ithra är en fjärilsart som beskrevs av Kirby 1871. Ortilia ithra ingår i släktet Ortilia och familjen praktfjärilar. Inga underarter finns listade i Catalogue of Life.